# Hallgrímur Pétursson
Pour les articles homonymes, voir Pétursson.
Hallgrímur Pétursson (1614 – 27 octobre 1674) est l'un des plus célèbres poètes d'Islande. Il était aussi pasteur luthérien dans les villes d'Hvalneskirkja et Saurbær. Il fut l'un des pasteurs les plus influents de l'âge de l'orthodoxie (1580-1713).

## Biographie

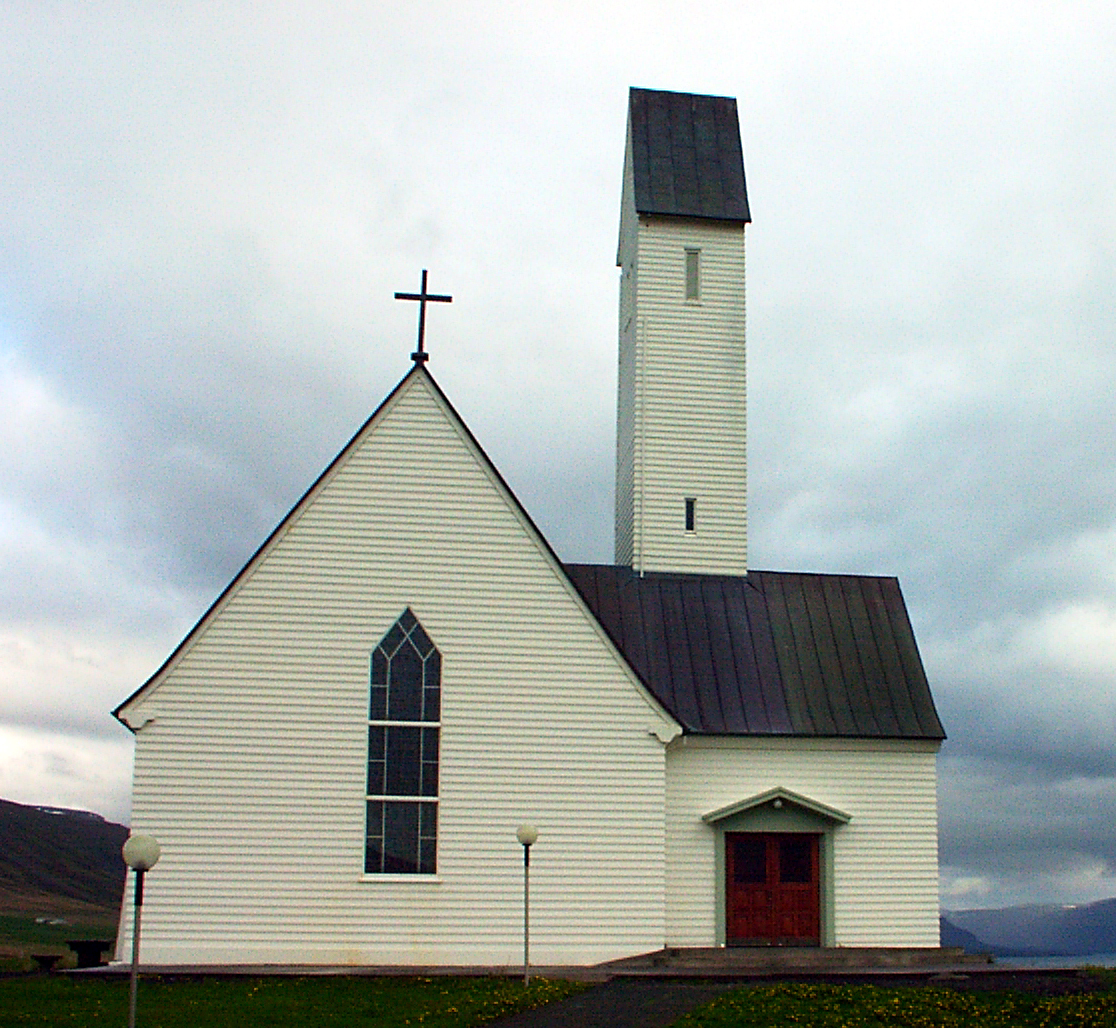
La Hallgrímskirkja à Saurbær, une église qui tire son nom de Hallgrimur Pétursson.

Sans doute né à Gröf, il grandit à Hólar, où son père était sonneur de cloche et son cousin, évêque. Il quitta l'Islande assez jeune, avec des marchands, et voyagea en Europe, sans doute pour apprendre le métier de forgeron. Dans la ville de Glückstadt (aujourd'hui en Allemagne, mais qui appartenait alors au Danemark), il rencontra Brynjólfur Sveinsson, ecclésiastique et poète islandais, qui finança ses études de théologie à Copenhague. Vers 1637, Hallgrímur fut envoyé pour instruire dans la religion un groupe d'Islandais qui avait été capturés dix ans plus tôt par des pirates d'Afrique du Nord, puis vendus comme esclaves à Alger. Parmi eux se trouvait une femme mariée de 38 ans, Guðríður Símonardóttir. Il en devint amoureux et elle tomba enceinte. En conséquence, il quitta le séminaire et tous deux retournèrent en Islande, où ils se marièrent après avoir appris que le mari de Guðríður était mort.
Hallgrímur gagna sa vie en travaillant de ses mains et comme interprète pour les marchands danois. Au bout de sept ans, il fut nommé par Brynjólfur Sveinsson, son ancien protecteur devenu évêque de Skálholt, pasteur à Hvalnes. Plusieurs personnes s'étonnèrent de cette ordination de quelqu'un qui n'avait pas achevé ses études, mais Hallgrímur se révéla un excellent prédicateur.
Malheureusement sa fille Steinunn, âgée de trois ans, mourut. Ce fut le plus grand chagrin de sa vie. Il écrivit pour elle deux élégies funéraires dont l'une est encore chantée aujourd'hui en Islande lors de funérailles. Le poème commence par la comparaison biblique de la vie humaine à une fleur qui s'épanouit brièvement et disparaît, reflétant l'incertitude de la vie et l'incapacité de l'homme à échapper à la mort.
Il fut ensuite nommé en 1651 à Saurbær, dans le Hvalfjörður, un poste très recherché. En 1665, il contracta la peste et passera les dernières années de sa vie alité et presque aveugle. C'est à cette époque qu'il écrivit ses hymnes les plus émouvants. Il mourut en 1674, le 27 octobre.
Parmi de nombreuses œuvres en prose et en vers, il écrivit les cinquante Hymnes de la Passion, destinés à être chantés durant le Carême, un pour chaque jour ouvrable. Publiés pour la première fois en 1666, ils ont connu de nombreuses rééditions, ont été mis en musique plusieurs fois et font encore partie des principaux textes de l'expression religieuse islandaise.
Selon Steinunn Jóhannesdóttir, il « ne serait pas devenu ni l'homme ni le poète si cette femme ne l'avait  accompagnée toute sa vie durant ».